# Orbók Attila
Kökösi Orbók Attila (Pozsony, 1887. szeptember 17. – Budapest, 1964. október 5.) író, újságíró, forgatókönyvíró.

## Életpályája
Jogi doktorátust a kolozsvári egyetemen szerzett, közben Münchenben élt, majd Párizsban a Sorbonne hallgatója volt. 1910-ben újságíró lett. 1912–1914 között a Magyarország című budapesti napilap párizsi tudósítója volt. 1918-ban a berni magyar követség sajtóattaséja volt. 1920–1922 között Bihar vármegyében pártonkívüli programmal nemzetgyűlési képviselő volt. 1927-től mint külső munkatárs dolgozott napilapoknak és szépirodalmi folyóiratoknak. 1933-tól a Függetlenség című napilap munkatársa, a külpolitikai rovat vezetője lett. 1940-től az Esti Újság munkatársa volt. 1945 után a Kisgazda Párt tagja volt, a sajtóosztályon dolgozott, majd részt vett a Regényújság szerkesztésében.
Számos kabarét, színdarabot, filmforgatókönyvet írt.

## Családja
Szülei: kökösi Orbók Mór (1853–1930) tanítóképző-intézeti igazgató és Berecz Ilona voltak. Orbók Loránd (1884–1924) testvére. Első felesége Kovásznay Erzsébet írónő volt, akit 1919. december 8-án vett feleségül és akitől fiai Egressy Attila és Orbók Endre színészek. 1923-ban elválva 1931. június 17-én feleségül vette Zipek Mária Erzsébetet. Fia, Ifj. Orbók Attila 1939-ben a Színészkamara filmrendező-gyakornoka volt.
Sírja a Farkasréti temetőben található.

## Művei
| - A tünemény (1922) - Fiacskám (1928) - A népbiztos (1930) - A bécsi menyasszony (1931) - A néma ember (1931) - Boldogasszony dervise (1934) - A kapu előtt (1938) - A királynő csókja (1943) - Tom Sawyer közbelép (Király Dezsővel, 1961) - Párizs élete (Budapest, 1927) - Erdély mosolya (anekdotagyűjtemény, Budapest, 1940) - Hotel központi fűtés nélkül (regény, Budapest, 1940) - Bársonyszék (novellák, Budapest, 1943) - Az isten kertje (regény, Budapest, 1944) | - Őfensége autója (1933) - Tünemény (1937) - Fekete gyémántok (1938; Mihály Istvánnal) - Borcsa Amerikában (1938) - Érik a búzakalász (1938, Mihály Istvánnal) - Uz Bence (1938) - Tökéletes férfi (1939) - Húsz év nyomdokán (1939) - A szerelem nem szégyen (1940) - Az utolsó Wereczkey (1940) - Bercsényi huszárok (1940; Nóti Károllyal) - Vissza az úton (1941) - Gróf úr fizessen! (1941) - Egér a palotában (1942) - A Bükk gyöngye, Lillafüred (1942) - Aki mer, az nyer (Fortuna szekerén) (1944) - Tom Sawyer megszökik (1959) - Nem válok el! (1992) - Cocteau: Az írógép (1940) - Jonson: A szótlan asszony (1961) - Synge: A nyugati világ kóklerje (1963) |

## Színházi munkái
| - Aimeé (1910) - Hölgyek ligája (1915) - A diák (1929) - A bécsi menyasszony (1931) - Boldogasszony dervise (1934) - Az eltévedt báránykák (1937) - A kapu előtt (1938) - Egy boldog pesti nyár (1943) - A királynő csókja (1943) - Hol szorít a cipő? (1954) - Tavaszi ügyek (1955) - Szólj szám (1957) | - Anthelme: Az abbé (1934) - Birabeau: Eltévedt báránykák (1937, 1957) - Larin-Kyöst: Csillagok felé (1937) - Birabeau: Déligyümölcs (1938) - Labiche-Martin: Perrichon úr utazása (1939, 1982) - Puget: Boldog órák (1939) - Begovič: Ki a harmadik? (1940-1941) - Birabeau: Három mama (1942) - Martin du Gard: Furfangos örökös (1958) - Jonson: A szótlan asszony (1961) - Cocteau: Az írógép (1964) |